# 伊奥斯
伊奥斯（希臘語：Ίος）是希腊南愛琴大區錫拉專區的市镇，行政中心为伊奥斯村（又称霍拉）。市镇面积为109.0平方公里，2021年人口数量为2,299人。
此市镇包括整个伊奧斯島及周边多个小岛，这些岛屿是基克拉泽斯群岛的一部分。